# Кевін Трапп
Кевін Трапп (нім. Kevin Trapp, нар. 8 липня 1990, Мерциг) — німецький футболіст, воротар клубу «Айнтрахт» (Франкфурт-на-Майні).
Найбільш відомий виступами за «Парі Сен-Жермен», з яким став дворазовим чемпіоном Франції, дворазовим володарем кубка Франції та кубка французької ліги та п'ятиразовим володарем суперкубка Франції. Також викликався до збірної Німеччин, и, з якою став володарем Кубка конфедерацій та учасником чемпіонату світу та Європи, втім основним воротарем не був.

## Клубна кар'єра
Вихованець юнацьких команд футбольних клубів «Бротдорф», «Бахем», «Меттлах» та «Кайзерслаутерн».
У дорослому футболі дебютував 2007 року виступами за команду «Кайзерслаутерн II», в якій провів один сезон, взявши участь у 50 матчах чемпіонату.
2008 року почав виступу за основну команду. Відіграв за кайзерслаутернський клуб наступні чотири сезони своєї ігрової кар'єри.
2012 року уклав контракт з клубом «Айнтрахт», у складі якого провів наступні три роки своєї кар'єри гравця.
До складу клубу «Парі Сен-Жермен» приєднався 2015 року. Протягом наступних двох років був основним голкіпером лідера французького футболу. Але з вересня 2017 року програв конкуренцію дещо молодшому французу Альфонсу Ареолі.
31 серпня 2018 року, після того, як до ПСЖ перейшов легендарний італієць Джанлуїджі Буффон, Траппа було віддано в річну оренду до його попереднього клубу, франкфуртського «Айнтрахта». Після завершення оренди, 7 серпня 2019 року Трапп підписав п'ятирічний контракт з франкфуртським клубом, який заплатив за воротаря 7 мільйонів євро. У німецькому клубі Кевін став стабільно основним воротарем, вигравши «Айнтрахтом» Лігу Європи УЄФА 2022 року, при цьому у фінальному матчі Трапп зіграв вирішальну роль у перемозі, відбивши післяматчевий пенальті від Аарона Ремзі, завдяки чому його команда виграла трофей.

## Виступи за збірні
2007 року дебютував у складі юнацької збірної Німеччини, взяв участь у 7 іграх на юнацькому рівні, пропустивши 18 голів.
Протягом 2009—2010 років залучався до складу молодіжної збірної Німеччини. На молодіжному рівні зіграв у 11 офіційних матчах, пропустив 11 голів.
2015 року дебютував в офіційних матчах у складі національної збірної Німеччини.
У складі збірної був учасником розіграшу Кубка конфедерацій 2017 року у Росії, здобувши того року титул переможця турніру, чемпіонату світу 2018 року у Росії, де був одним з дублерів Мануеля Ноєра. 19 травня 2021 року він був обраний до складу команди на Євро-2020, але і там був запасним воротарем.
| Дата       | Місто    | Господарі | Результат | Гості     | Турнір                                    | Голи | Примітки |
| ---------- | -------- | --------- | --------- | --------- | ----------------------------------------- | ---- | -------- |
| 6-6-2017   | Лондон   | Данія     | 1 – 1     | Німеччина | товариський матч                          | -1   |          |
| 14-11-2017 | Кельн    | Німеччина | 2 – 2     | Франція   | товариський матч                          | -2   |          |
| 27-3-2018  | Берлін   | Німеччина | 0 – 1     | Бразилія  | товариський матч                          | -1   |          |
| 3-9-2020   | Штутгарт | Німеччина | 1 – 1     | Іспанія   | Ліга націй УЄФА 2020-2021 - груповий етап | -1   |          |
| 11-11-2020 | Берлін   | Німеччина | 1 – 0     | Чехія     | товариський матч                          | -    |          |
| 26-3-2022  | Зінсгайм | Німеччина | 2 – 0     | Ізраїль   | товариський матч                          | -    | 46'      |
| Усього     |          | Матчів    | 6         |           | Голів                                     | -5   |          |

## Досягнення
- Чемпіон Франції (2): 2016, 2018
- Володар Кубка Франції (3): 2016, 2017, 2018
- Володар Кубка французької ліги (3): 2016, 2017, 2018
- Володар Суперкубка Франції (5): 2015, 2016, 2017, 2018, 2019
- Володар Ліги Європи УЄФА (1): 2022
- Володар Кубка конфедерацій (1): 2017